# Dukhov den
Dukhov den (russisk: Духов день, da.: Pinsedag) er en sovjetisk spillefilm fra 1990 instrueret af Sergej Seljanov.

## Medvirkende
- Jurij Sjevtjuk som Ivan Khristoforov
- Oleg Kortjikov som Nikolaj Khristoforov
- Vladimir Golovin som Fedja Khristoforov
- Anzjelika Nevolina
- Bolot Bejsjenaliev som Zjadobin